# Smuggler's Run 2: Hostile Territory
Smuggler's Run 2: Hostile Territory es un videojuego lanzado para PlayStation 2 en abril de 2001. Es una secuela del juego de 2000 Smuggler's Run. Al igual que en el primer juego, el jugador es un contrabandista que intenta entregar carga ilegal a destinos dentro de 3 mapas grandes del juego utilizando varios tipos diferentes de vehículos para realizar entregas en un período de tiempo determinado. Una versión de GameCube fue lanzada en 2002 titulada Smuggler's Run: Warzones.
Originalmente se suponía que el juego tendría lugar en Afganistán pero después de los ataques al World Trade Center y la posterior invasión de Afganistán, los desarrolladores cambiaron los niveles de Afganistán a desiertos de Georgia y Rusia.
Como en el primero, la policía te persigue con velocidades mayores y vehículos nuevos.

## Jugabilidad
Al igual que en el juego original, el objetivo general de la mayoría de las misiones es entregar contrabando ilegal desde un punto de recogida hasta un punto de entrega en un período de tiempo determinado. El jugador también tendría que evitar al ejército local y a la patrulla fronteriza durante estas misiones. Ahora, los jugadores también tendrán que seguir vehículos sin ser vistos, destruir vehículos enemigos y evadir a la policía, Conforme las misiones se van completando, el jugador recibe nuevos vehículos y habilidades para estos, como acelerar mas rapido, derramar aceite, etc.

## Trama
El juego se desarrolla en tres ubicaciones y el jugador trabaja para una pequeña empresa de contrabando llamada Exotic Imports (EI o EXO para abreviar). La historia se centra en las actividades y objetivos asignados por El Coronel a la IE. Comienza en Rusia, donde el jugador descubre para quién trabaja y los conceptos básicos del juego. Luego, después de que Shodi (el cliente principal) le dijera que saliera inmediatamente del área hacia Vietnam, Exotic Imports se entera de que la CIA está involucrada después de que los rusos rastrearan 2 kg de plutonio apto para armas. Esto te lleva de regreso a Rusia, donde Frank (Tu Jefe) le pregunta al Coronel qué está pasando con las "armas nucleares" y la participación de la CIA. Frank, que sólo le importa el dinero, acepta seguir contrabandeando dispositivos nucleares. Sin embargo, el resto de la IE decide no hacerlo e intenta detener un misil que provocaría la Tercera Guerra Mundial. Esto revela las intenciones del coronel y Frank escapa con todas las contraseñas, mostrando sus planes. EI detiene a Frank y luego muestra al jugador volando en un helicóptero con un cheque por 100,501,000 dólares.

## Recepción
Tanto Hostile Territory como Warzones recibieron "críticas generalmente favorables" según el sitio web agregación de reseñas Metacritic. Jim Preston de NextGen llamó al primero "Una pequeña mejora con respecto al original que también conserva inteligentemente toda la diversión".
The D-Pad Destroyer de GamePro dijo sobre Hostile Territory: "Si fueras fanático del original, probablemente te encantará Smuggler's Run 2. Es menos una secuela y más parecido a lo que debería haber sido el original. Si no te molestas con "Smuggler's Run", esta versión realmente no agrega mucho, simplemente déjalo en el suelo y pasa a la siguiente recogida". Mucho más tarde, Four-Eyed Dragon dijo: " A pesar de sus cuestionables objetivos éticos, "Warzones" es simplemente un conductor frenético que te hace correr de un punto a otro mientras intentas evitar la ley local".
Este último fue nominado al premio "Mejor juego de conducción en GameCube" en los premios Best and Worst of 2002 de GameSpot, que fueron para NASCAR: Dirt to Daytona.